# Stazione di Bussi
La stazione di Bussi è una stazione ferroviaria, ubicata sulla ferrovia Roma-Pescara, a servizio del comune di Bussi sul Tirino.

## Storia
La stazione venne inaugurata nel 1873 in occasione dell'apertura della linea Pescara-Popoli.

## Strutture e impianti
La stazione è dotata di un fabbricato viaggiatori e di tre binari, tutti dotati di banchina e collegati fra loro da una passerella ferroviaria. L'impianto è gestito da Rete Ferroviaria Italiana (RFI).

## Movimento
Il servizio ordinario è svolto in esclusiva da Trenitalia (controllata del gruppo Ferrovie dello Stato) per conto della Regione Abruzzo. 
In stazione fermano circa 10 treni al giorno con direzione Sulmona, Pescara e Teramo. I treni che effettuano servizio in questa stazione sono di tipo regionale.

## Servizi
- Sala d'attesa